# Believin' myself
『Believin' myself』（ビリービン・マイセルフ）は、川島だりあの1枚目のアルバム。
ビージンから発売された当初の規格品番はBJCL-1001であった。1993年に再発売してからの規格品番はZACL-2005である。

## 内容
ポカリスエットのCMソングとしてオンエアされたシングル「Shiny Day」で注目を集めていた中発表された本作は、歌謡曲的なアプローチと共にハードロック等の要素も含まれた意欲作である。
編曲・サウンドプロデュースにロックバンドEARTHSHAKERの西田昌史を迎えた。
ブックレットの結びに、YOUNG GUITAR編集長のコメント『コメント of 川島だりあ』が掲載されており、気に入った曲として収録曲「Take me to the top」を挙げている。

## 収録曲
1. Feel so good
2. Take me to the top
3. Shiny day
4. Nothin' gonna stop my Love
5. Rescue me
6. Carry on
7. Hangin' on Your Gun!
8. Too late -Album version-
「Shiny Day」のカップリング曲。
9. Waiting
10. Believin' myself

作詞:川島だりあ (1〜10)
作曲:川島だりあ (1,2,4〜10)、西田昌史(3)
編曲:西田昌史 (1〜10)

## 参加ミュージシャン
- 鈴木英俊 - ギター
- 小野塚晃 - キーボード
- 山口昌人 - ドラム

## 制作スタッフ
- 中島正雄 - ディレクター
- 長戸大幸 - エグゼクティブプロデューサー